# Olympisme

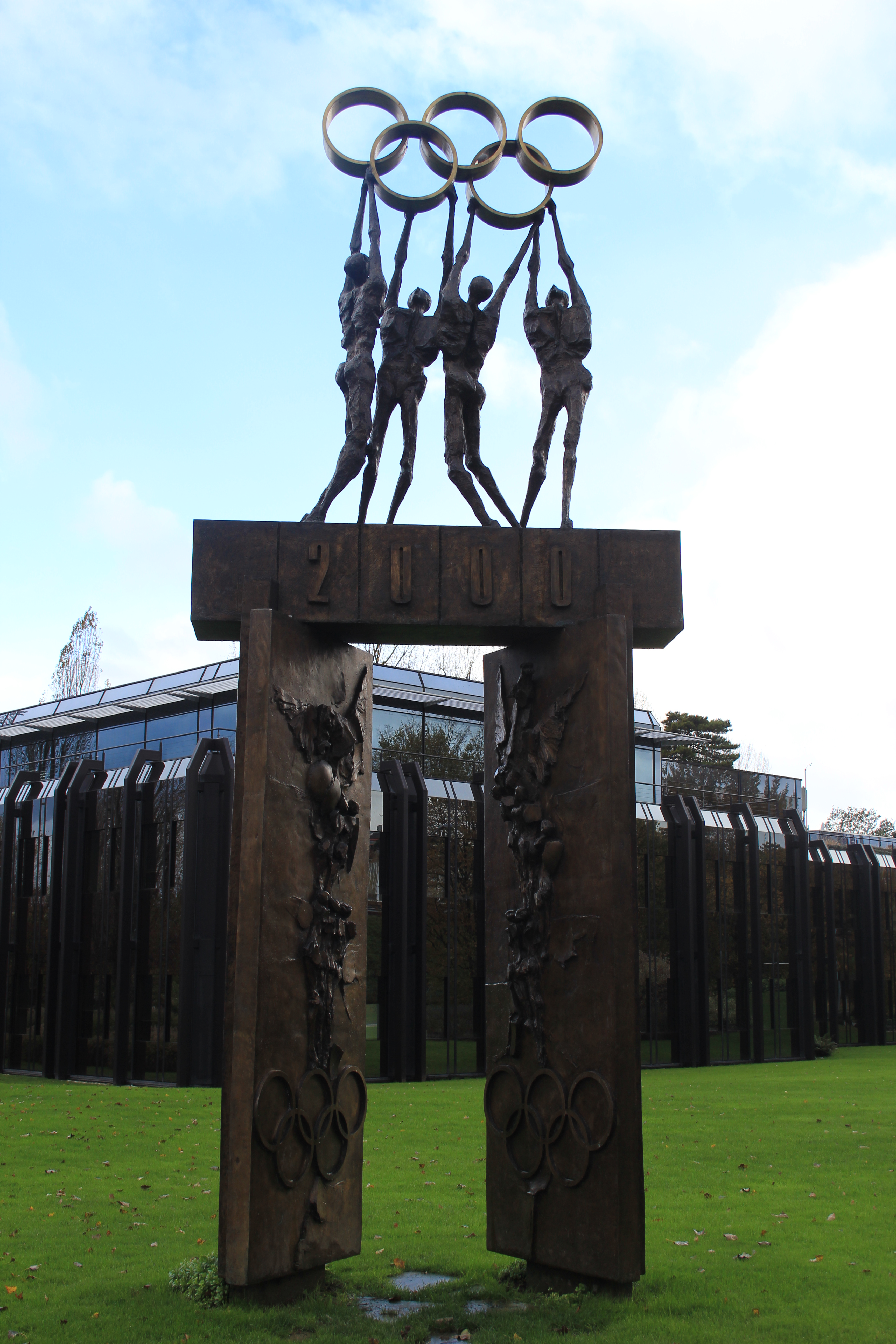
Le seigneur des anneaux- Siège du CIO - Lausanne - Novembre 2013

L'olympisme est la philosophie associée aux Jeux olympiques.
Selon le CIO : « L'olympisme est une philosophie de la vie, exaltant et combinant en un ensemble équilibré les qualités du corps, de la volonté et de l'esprit. Alliant le sport à la culture et à l'éducation, l'olympisme se veut créateur d'un style de vie fondé sur la joie dans l'effort, la valeur éducative du bon exemple et le respect des principes éthiques fondamentaux universels. »
Le Comité national olympique et sportif français précise : « La notion d’olympisme est une conceptualisation moderne découverte par Pierre de Coubertin et développée à sa suite, à l’appui notamment de l’héritage culturel de la Grèce antique. »

## Critiques
Selon Jean-Marie Brohm et son analyse freudo-marxiste, l'olympisme est une superstructure idéologique consistant en « l'affirmation des grands principes fondateurs de la bourgeoisie impérialiste ». Il est porteur de trois grandes contradictions : l'affirmation d'un cosmopolitisme mais qui maintient les nationalismes ; l'affirmation d'un universalisme par Coubertin qui pourtant se montrait ethnocentriste, raciste, colonialiste ; l'affirmation d'une éthique exigeante mais qui est mise à mal par le dopage, la violence, le mercantilisme. L'olympisme se pose comme une « nouvelle religion » (la religio athletae de Coubertin) produisant les mêmes effets d'asservissement d'opium du peuple jadis dénoncés par Marx.
Selon le philosophe du sport Raphaël Verchère, l'olympisme de Pierre de Coubertin est l'affirmation explicite d'un projet de réforme globale de la société par la diffusion des valeurs du sport, se calquant sur l'exemple de la société britannique de la fin du XIXe siècle. Il s'agit de réformer la société par le sport, et de diffuser le sport par l'olympisme, qui est finalement plus un moyen qu'une fin. Or, ce que cherchait Coubertin n'est pas sans poser question, puisque Coubertin défend dans le sport, certes des fonctions émancipatrices (autonomie, confiance en soi, esprit critique, etc.), mais aussi aliénantes (contrôle des populations, préparation à la guerre, disciplinarisation des indigènes et de la classe ouvrière, etc.). Ceci se cristalise, d'après Raphaël Verchère, dans la conception particulière qu'a Coubertin de l'égalitarisme, qu'il défend par exemple dans son discours de Berlin en 1935 intitulé « Les assises philosophiques de l'olympisme moderne ». Coubertin affirme en effet que le sport est « une aristocratie d'origine totalement égalitaire », et que l'entraînement ne permettra pas à tout le monde de devenir champion. Selon Verchère, il y a là l'idée de faire du sport un dispositif de pouvoir incitant chacun à travailler le plus possible tout en se soumettant à un ordre inégalitaire, ce qui ne manque pas de faire apparaître mécaniquement des phénomènes de résistance (dopage, triche, violence, corruption, etc.)